# Avenida Kalākaua

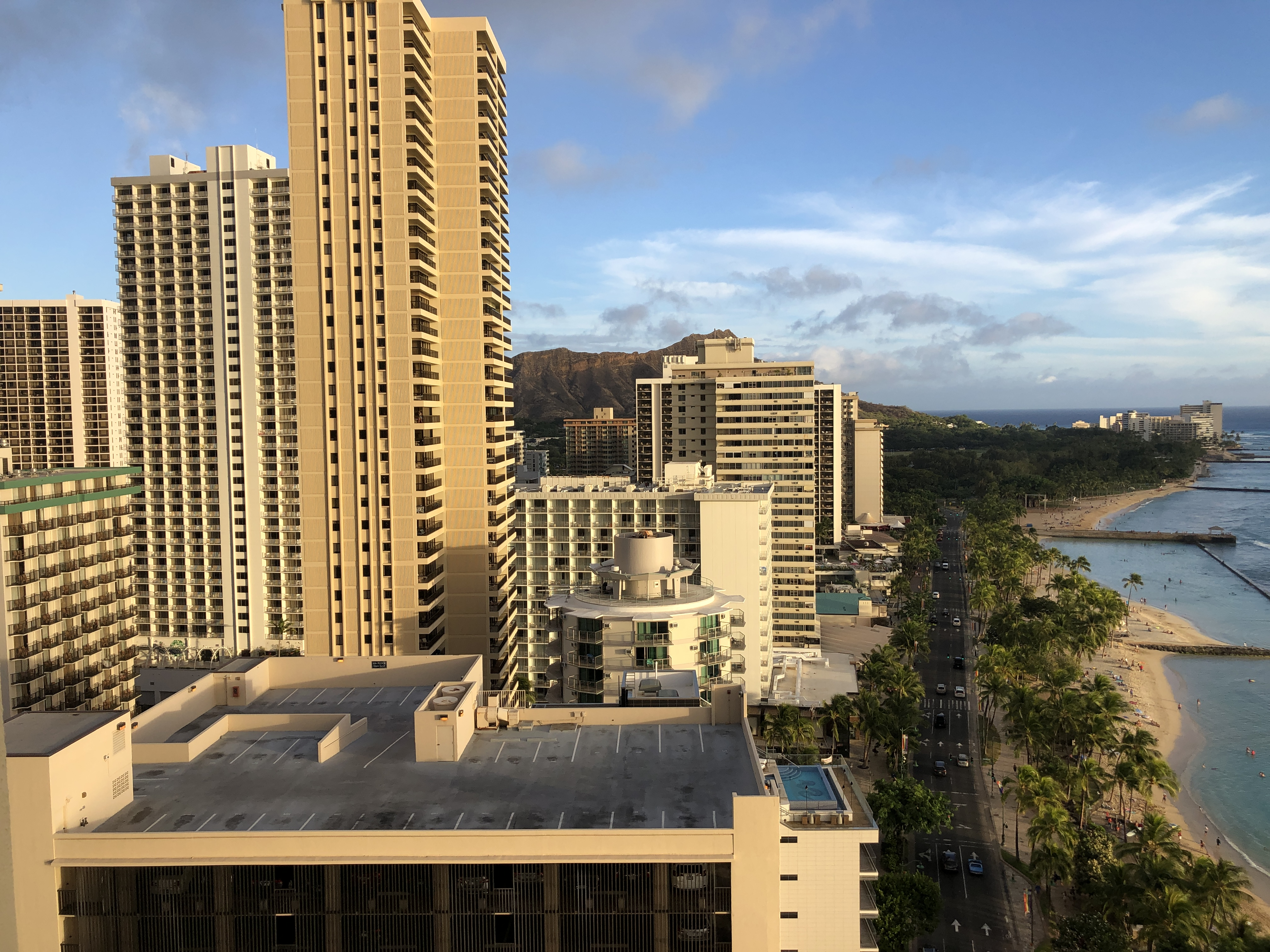
La avenida Kalākaua en Waikīkī.

La avenida Kalākaua (en inglés: Kalākaua Avenue) es una calle de Honolulú (Hawái, Estados Unidos) que recorre la zona turística de Waikīkī y es una de las avenidas más reconocibles de los Estados Unidos. Cuenta con una fusión de la arquitectura hawaiana, gótica, asiática, española y morisca.

## Recorrido

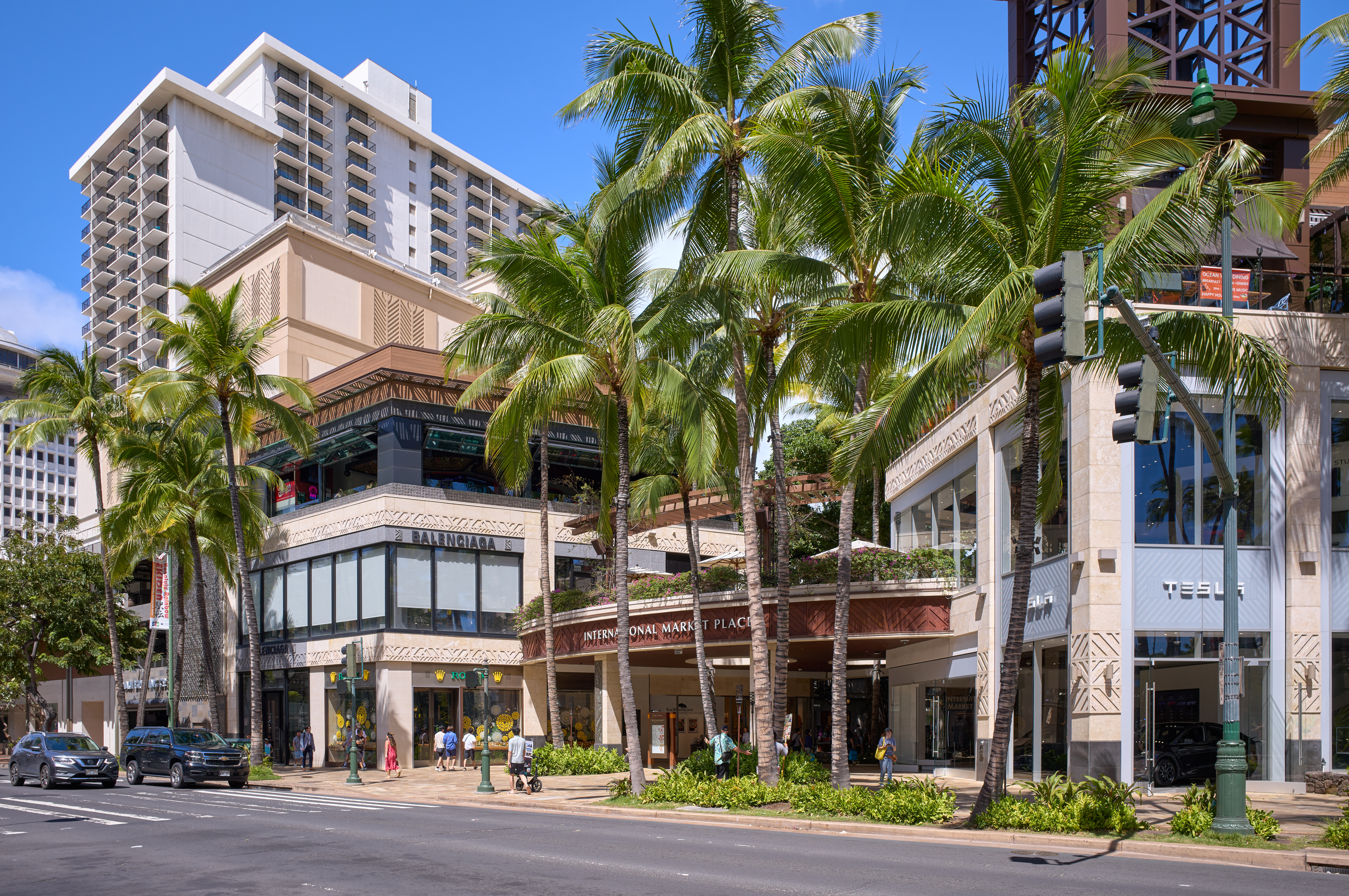
Tiendas en la avenida Kalākaua.

La arteria, que tiene 4.4 kilómetros de longitud, empieza al este, cerca de Diamond Head, en el Parque Kapiolani, el parque público más grande de Hawái, y se dirige hacia el noroeste pasando junto al Zoo de Honolulú y las playas de Waikīkī. La avenida atraviesa todo el barrio de Waikīkī, cruza el canal Ala Wai y termina en el barrio de McCully, poco antes de llegar a la Interestatal H-1, en la intersección con la South Beretania Street. La avenida Kalākaua contiene algunos de los hoteles más conocidos de Honolulú, como The Royal Hawaiian Hotel, el Hyatt Regency o el Sheraton Waikīkī. Además, hay muchos restaurantes y tiendas de moda de marcas internacionales a lo largo de su recorrido, así como varios centros comerciales.

## Historia

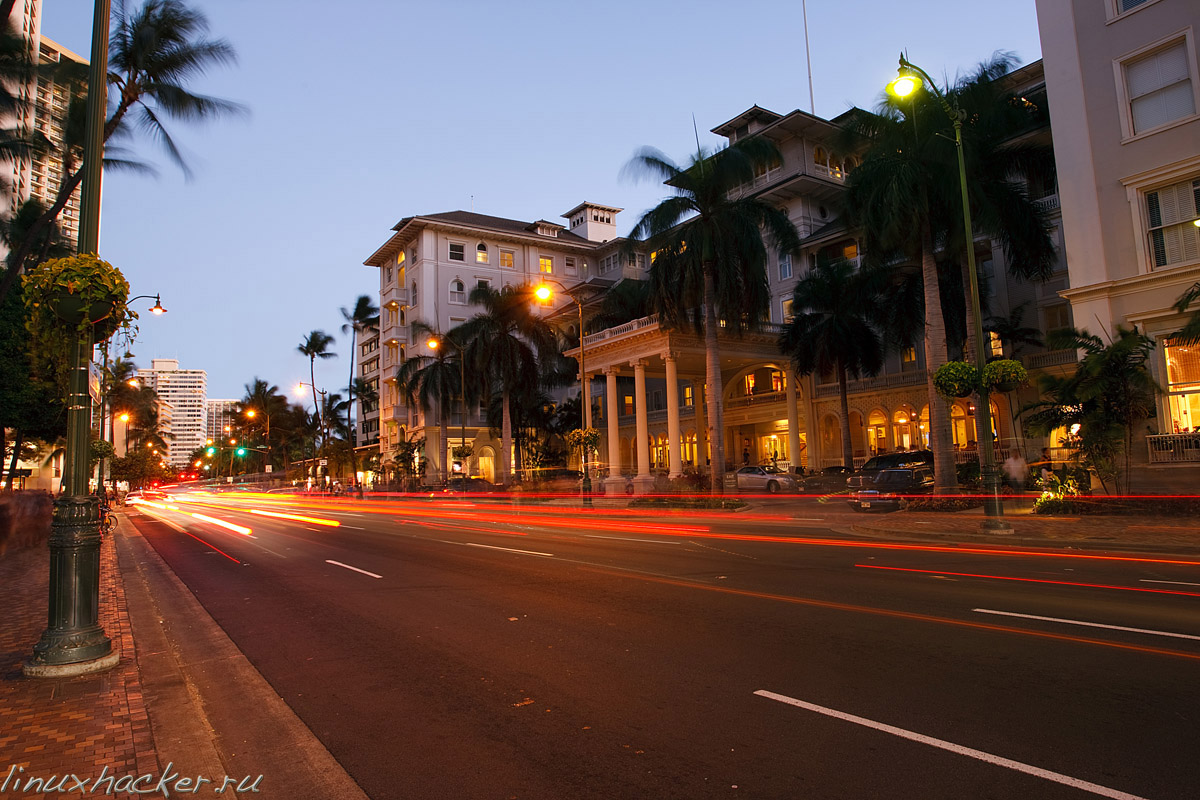
La avenida Kalākaua por la tarde.

La calle ya era el acceso principal a Waikīkī en el siglo xix. Inicialmente se llamó Waikīkī Road y en 1905 se dedicó al rey Kalākaua, el último monarca varón del Reino de Hawái. Sin embargo, la importancia de la calle no aumentó hasta la construcción en 1928 del canal Ala Wai, que inició el drenaje de los humedales, permitiendo así la urbanización de los terrenos. A finales de la década de 1960 y principios de la década de 1970, el consiguiente boom de construcción de rascacielos culminó con el establecimiento de grandes cadenas hoteleras en la zona.
En 1974, el condado de Honolulú adoptó unos nuevos códigos de edificación para limitar la altura y el volumen de los edificios. Entre 1994 y 2004, el Ayuntamiento de la ciudad invirtió 100 millones de dólares en el paisajismo y la instalación de nuevas aceras, senderos, plazas, farolas y bancos.

## Transporte público

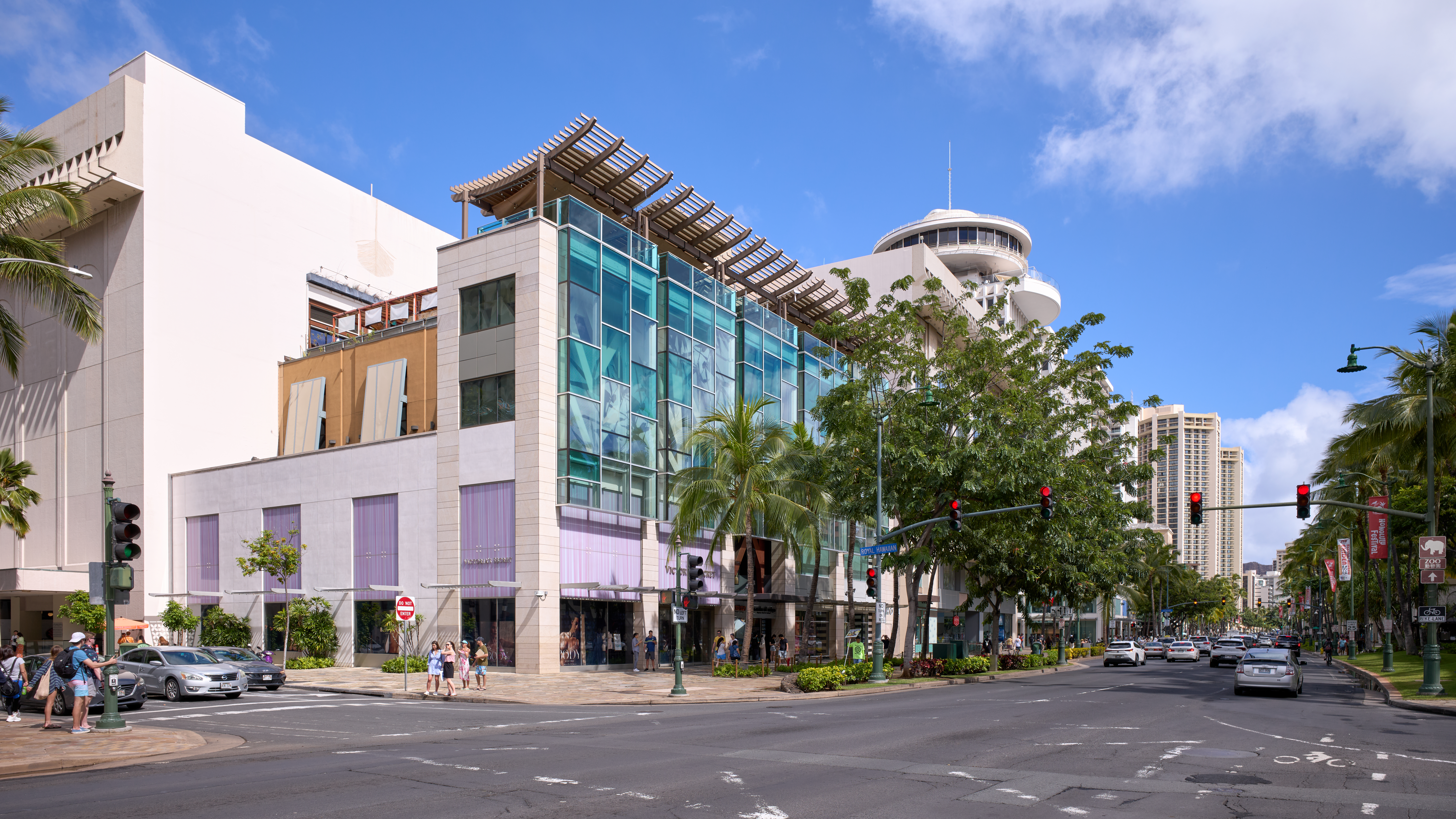
La avenida Kalākaua en 2024.

El transporte público en la avenida Kalākaua era proporcionado desde 1868 por carruajes, que fueron sustituidos por tranvías tirados por caballos en 1888 y posteriormente por tranvías eléctricos en 1903. Este servicio ferroviario fue suprimido en 1941 y sustituido por autobuses. En la actualidad, el servicio de autobús TheBus del Departamento de Transporte de Honolulú recorre la avenida Kalākaua y tiene veintiuna paradas a lo largo de ella.

## Visitantes
De acuerdo con la Autoridad de Turismo de Hawái, en 2022 la avenida Kalākaua era el lugar más visitado del estado, lo cual se determinó usando los datos de geolocalización de los smartphones. Sus visitantes estaban compuestos por un 56 % de residentes y un 44 % de turistas.